# Gvidon Gulič
Gvidon Gulič (tudi Gvido Gulič), slovenski inženir strojništva, * 22. januar 1886, Cres, Avstro-Ogrska, † 8. marec 1982, Ljubljana.

## Življenje in delo
Rodil se je v družini avstrijskega državnega uradnika Franca in gospodinje Elizabete Gulič rojene Čuš. Osnovno in srednjo šolo je obiskoval v Trstu, kjer je leta 1905 tudi maturiral. Nato je študiral na Visoki šoli v Pragi in postal 1912 inženir strojništva. Po specializaciji je postal vodilni strokovnjak za parne kotle v Sloveniji. V letih 1912−1915 je služboval v Trstu, med drugim od 1913 tudi v patentni pisarni. Vojno je preživel v Dolomitih, na soški fronti in v letalskem centru na Madžarskem. Leta 1918/1919 je kot prostovoljec v takratni slovenski vojski opravljal nalogo letalskega opazovalca v bojih za severno mejo. Po končani vojni je bil 1919 je bil imenovan za komisarja v gradbeni direkciji v Ljubljani z nalogo, da organizira državno gradbeno upravo Slovenije, 1920 za preizkuševalnega komisarja za parne kotle,  1922 za ravnatelja v Uradu za pospeševanje obrti v Ljubljani, 1931 je postal svetnik v Inšpekciji parnih kotlov, 1939 pa je bil imenovan za načelnika strojno-električnega oddelka v Gradbenem ministrstvu v Beogradu in 1942 na zahtevo okupacijskih oblasti upokojen. Leta 1971 se je preselil v Ljubljano, kjer je ostal aktiven skoraj do smrti. Izdal je 17 strokovnih knjig, od tega 4 v slovenščini in 13 v srbohrvaščini. Njegovi knjigi Parni kotel (1921) in Parni stroj in parna turbina (1927) sta bili med prvimi na slovenskem na tem področju. Leta 1938 je bil odlikovan z redom sv. Save 4. in 3. stopnje.

## Izbrana bibliografija
- Parni kotel (COBISS)
- Parni stroj in parna turbina (COBISS)